# Alfred Klingler
Alfred Klingler (* 25. Oktober 1912 in Leipzig; † unbekannt) war ein deutscher Feldhandballspieler.
Alfred Klingler spielte für den Polizei SV Burg, die Spvgg Leipzig, den Polizei SV Hamburg, den Polizei SV Magdeburg und den MSV Weißenfels; mit Magdeburg war er 1935 Deutscher Meister. 
Bei den Olympischen Spielen 1936 wirkte Klingler in drei Spielen der deutschen Nationalmannschaft  mit, in denen er insgesamt 17 Tore erzielte. Beim 10:6-Sieg im Finale gegen Österreich traf er viermal ins Tor. Zwei Jahre nach dem Olympiasieg nahm er an der ersten Feldhandball-Weltmeisterschaft der Männer 1938 teil, auch hier gewann die deutsche Mannschaft den Titel. Insgesamt wirkte Klingler von 1934 bis 1939 in zwölf Länderspielen mit.